# 水黽科

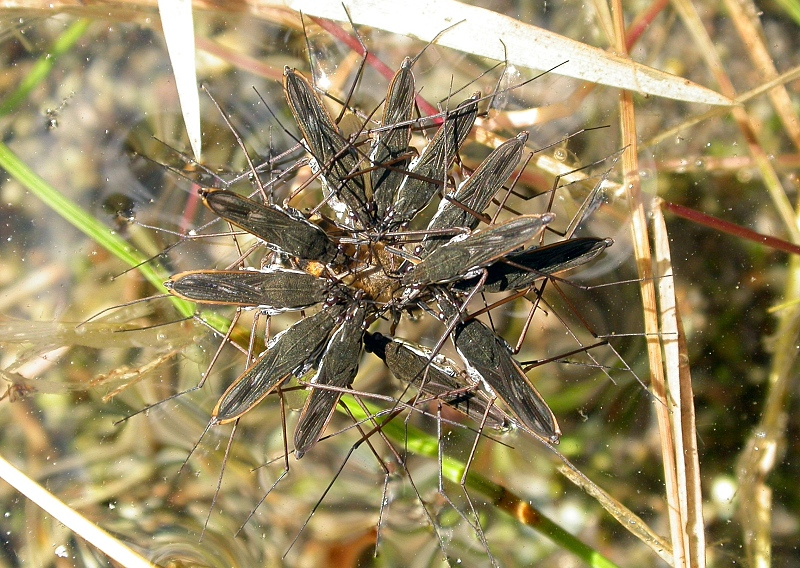
12隻水黽聚集在一起吃一隻淹死的蜜蜂

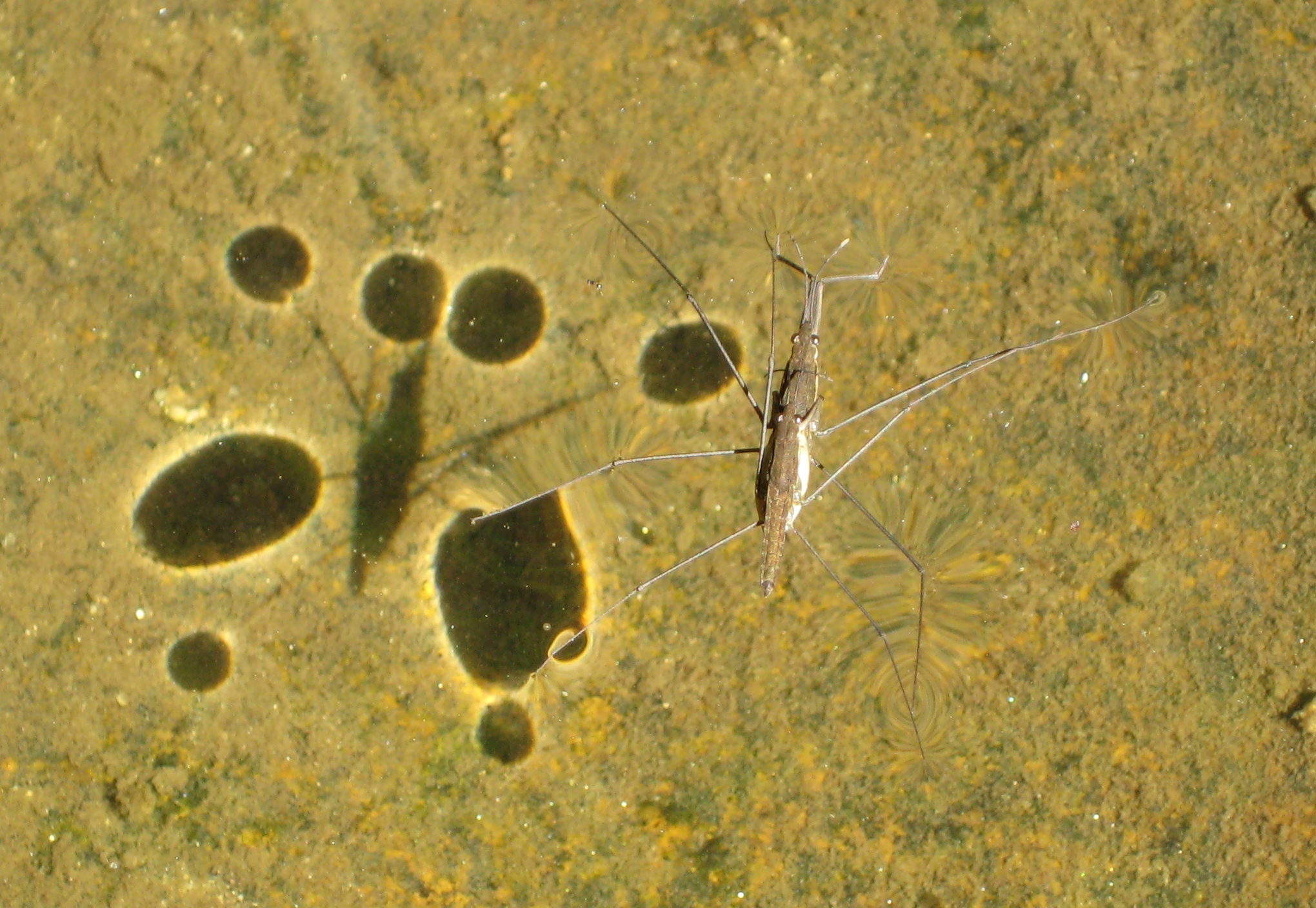
一对水黽以及它们的脚造成的“水洼”形成的影子

水黽，俗稱“水蚊”、「水馬」、「水蜘蛛(但並不是真正的水蜘蛛科)」、「水鉸剪」、「豆油」、「水母鸡」，是黽蝽總科水黽科（又名黽蝽科）物種的通稱，為椿象界的「兩棲椿象」，是生活在水面上的一類昆蟲。牠們能在水面上行走，既不會劃破水面，也不會浸濕自己的腿。水黽以極快的速度在水面上滑行以捕捉獵物。牠們在水面上每秒鐘可滑行100倍身體長度的距離
。（最多1公尺）

## 特征
水黽科昆虫成虫长八至十毫米，其躯干与宽黾蝽科类似。它们的躯干非常瘦长，躯干上被极细的毛，这些毛厌水。它们跗节上的毛使得它们可以借助表面张力在水面上非常快地运动，而不会下沉。后面的一对腿可以用来控制滑动的方向，中间的一对腿则是驱动的腿，它们特别长。前面的一对腿比较短，只被用来捕猎。水黽科昆虫的复眼非常发达，视力非常好。不同种的翅膀发展程度不同，甚至在同一种内不同个体的翅膀发展也会非常不同，从完全消失、发育不全一直可以到完全发育。控制这个翅膀发育的因素是幼虫阶段的光强度。只有翅膀完全发育的昆虫能够飞。

## 分布
水黽一般生活在静水中，往往成群出聚集在水面上。有些种也专门生活在流水中。海黾属的昆虫多生活在海岸，但是也有个别中生活在海洋裡，它们将卵产在浮物上。

## 生活方式
水黽以落入水中的不同的昆虫为食。通过它们腿上非常敏感的器官它们可以感受到落入水中的昆虫的挣扎。通过滑动它们的中间的一对腿它们可以在水面上运动，它们可以达到1米/秒的速度，此外它们可以30至40厘米高和远跳动。

## 发育
水黽于春天至初夏交配。此后数个月中雌虫在水表面附近的植物产卵。幼虫变态五次。

## 在文化中
壮族聚居区有少女放飞水母鸡的仪式，当地13-14岁的少女在栽种秧苗后会在秧田捕捉水黾，随后将其放飞，水黾飞行的方向预示着捕捉者日后出嫁的方向。

## 外部連結
- . ITIS.
- Large format pictures: winged and wingless varieties （页面存档备份，存于）
- Row, Row, Row Your Bug[]
- video of water strider movements

## 延伸阅读
[在维基数据编辑]
 《欽定古今圖書集成·博物彙編·禽蟲典·水黽部》，出自陈梦雷《古今圖書集成》